# John McInerney
John Edward McInerney (* 7. září 1957 Liverpool) je britský zpěvák, skladatel a frontman skupiny Bad Boys Blue. Je jediným členem kapely z původní sestavy skupiny, která stále vystupuje. Po ukončení školy pracoval John jako obchodník s cennými papíry a v roce 1979 se rozhodl přestěhovat do Německa. Oženil se v roce 1985 a má dva syny, Ryana Nathana (narozený v roce 1989) a Wayna (narozený v roce 1992) a jednu dceru. Vlastní několik hospod v Kolíně nad Rýnem. Poté, co se připojil ke skupině Bad Boys Blue, McInerney zpíval zpočátku většinou zadní vokály. V roce 1987 se stal vedoucím zpěvákem této skupiny a díky tomu Trevor Taylor odešel v roce 1989.